# Every Body Tells a Story
Every Body Tells a Story è l'album di debutto dell'attrice Brigitte Nielsen, pubblicato nel 1987 dalla Polydor Records e prodotto da Christian De Walden, già produttore, tra gli altri, degli album di Amanda Lear.
È stata estratta come singolo la canzone che dà il titolo all'album, arrivata in Italia alla posizione numero 38 della classifica.

## Tracce
LP (Teldec 6 26606)
1. It's a Strange Love - 3:51 (Steve Singer, Michael Davidson)
2. Stalking Your Heart - 4:12 (Robert Etoll, Dawn Rainey, Laurie Cazden)
3. Every Body Tells a Story - 3:56 (Steve Singer, Harris, Robert Etoll)
4. The Persuader - 3:29 (C.Parks, D.Parks)
5. Maybe - 4:22 (Christian De Walden, Steve Singer, Margaret Harris, Brigitte Nielsen)
6. Shock Me Baby (con The Boomerang Gang) - 3:15 (Roberts, Mario Manzani)
7. With You - 3:36 (C.Parks, D.Parks)
8. My Obsession - 3:23 (C.Parks, D.Parks)
9. Keep It Moving - 3:38 (Roberts, Black, Jay)
10. Another Restless Night - 4:28 (Christian De Walden, Steve Singer, Harris, Brigitte Nielsen)